# Open Métropole de Lyon

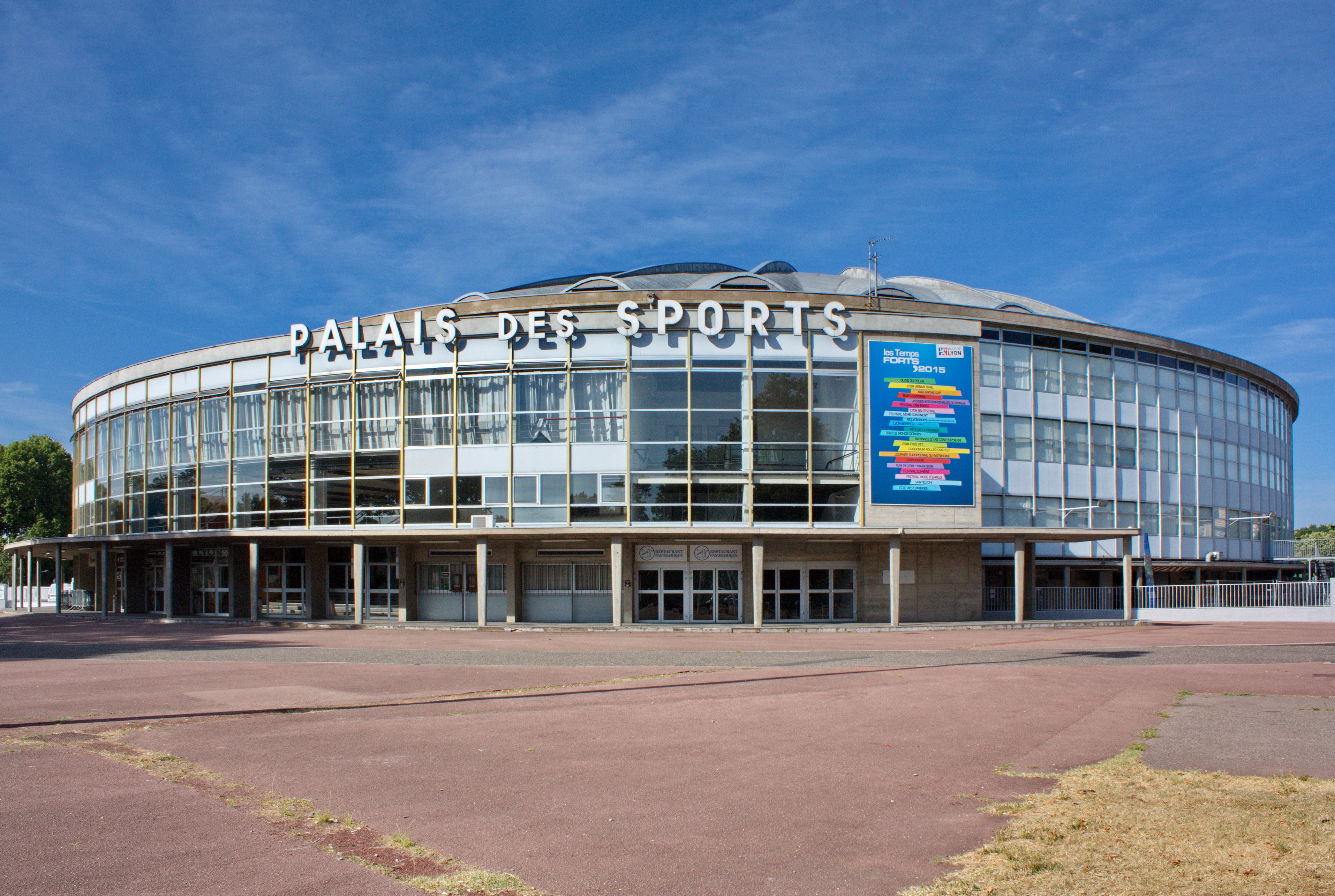
Palau d'Esports, seu de la competició.

El Torneig de Lió, conegut oficialment com a Open 6ème Sens – Métropole de Lyon per raons de patrocini, o Open Métropole de Lyon, és una competició tennística professional que es disputa en la categoria WTA International Tournaments sobre pista dura interior al Halle Tony Garnier de Lió, França.
El torneig es va crear l'any 2020.

## Palmarès

### Individual femení
| Any           | Campiona     | Finalista          | Resultat      |
| ------------- | ------------ | ------------------ | ------------- |
| WTA 250       |              |                    |               |
| 2023          | Alycia Parks | Caroline Garcia    | 7−6(7), 7−5   |
| 2022          | Zhang Shuai  | Daiana Iastremska  | 3−6, 6−3, 6−4 |
| 2021          | Clara Tauson | Viktorija Golubic  | 6−4, 6−1      |
| International |              |                    |               |
| 2020          | Sofia Kenin  | Anna-Lena Friedsam | 6−2, 4−6, 6−4 |

### Dobles femenins
| Any           | Campiones                         | Finalistes                                | Resultat         |
| ------------- | --------------------------------- | ----------------------------------------- | ---------------- |
| WTA 250       |                                   |                                           |                  |
| 2023          | Cristina Bucșa Bibiane Schoofs    | Olga Danilović · Alexandra Panova         | 7−6(5), 6−3      |
| 2022          | Laura Siegemund · Vera Zvonariova | Alicia Barnett Olivia Nicholls            | 7−5, 6−1         |
| 2021          | Viktória Kužmová Arantxa Rus      | Eugenie Bouchard Olga Danilović           | 3−6, 7−5, [10−7] |
| International |                                   |                                           |                  |
| 2020          | Laura Ioana Paar Julia Wachaczyk  | Lesley Pattinama Kerkhove Bibiane Schoofs | 7−5, 6−4         |